# Reinhard Koch (Politiker)
Reinhard Koch (* 18. Juli 1920 in Sulzbach/Saar; † 7. August 2009 in Saarbrücken) war ein deutscher Volkswirt und Politiker (FDP/DPS). Von 1965 bis 1967 war er Minister für Finanzen und Forsten, von 1967 bis 1970 Minister für Wirtschaft, Verkehr und Landwirtschaft des Saarlandes.

## Leben
Nach dem Abitur 1938 an der Oberrealschule in Sulzbach nahm Koch ein Studium der Staats- und Wirtschaftswissenschaften an der Universität Heidelberg auf, musste dieses aber unterbrechen und nahm als Soldat am Zweiten Weltkrieg teil. Während des Krieges erlitt er eine schwere Verwundung, woraufhin er vorzeitig aus der Wehrmacht entlassen wurde. Am 29. März 1944 beantragte er die Aufnahme in die NSDAP und wurde zum 1. Mai desselben Jahres aufgenommen (Mitgliedsnummer 10.065.471).
Im Anschluss an den Kriegsdienst setzte er sein Studium fort, das er 1945 mit der Prüfung als Diplom-Volkswirt abschloss. 1948 wurde er an der Universität Mainz mit dem Dissertationsthema Die wirtschaftlichen Verflechtungen zwischen dem Saargebiet und der deutschen Volkswirtschaft zum Dr. rer. pol. promoviert. Koch arbeitete 1948/49 bei der saarländischen Finanzverwaltung und war von 1949 bis 1965 als Steuerreferent bei der Industrie- und Handelskammer in Saarbrücken tätig. 1970 wurde er Direktor der Saarbergwerke AG, 1975 auch Generalbevollmächtigter. Zudem war er seit 1970 Vorsitzender der Geschäftsführung der Saar-Gummiwerk GmbH in Büschfeld.
Koch trat in die FDP/DPS ein und war von 1967 bis 1970 Landesvorsitzender der Partei. Von 1956 bis 1960 war er Erster Beigeordneter der Stadt Sulzbach. Bei der Landtagswahl 1965 wurde er über die Landesliste als Abgeordneter in den Saarländischen Landtag gewählt. Am 19. Juli 1965 wurde er als Minister für Finanzen und Forsten in die von Ministerpräsident Franz-Josef Röder geführte Regierung (Kabinett Röder III) des Saarlandes berufen. Nach dem Tod von Eugen Huthmacher wechselte er am 22. Juni 1967 an die Spitze des Wirtschaftsministeriums. Nach der Wahlniederlage der FDP bei den Landtagswahlen im Juni 1970 schied er aus dem Landtag und am 13. Juli 1970 auch aus der Regierung aus. In seinem Ministeramt wurde er von Manfred Schäfer abgelöst. 1972 trat er aus der FDP aus.
Reinhard Koch war verheiratet mit Annemarie, geb. Beer, und hatte zwei Kinder.

## Ehrungen – Auszeichnungen
- 1978: Saarländischer Verdienstorden[3]
- 1981: Großes Verdienstkreuz des Verdienstordens der Bundesrepublik Deutschland